# Варга и Гюльша (Месихи)
«Варга и Гюльша» (азерб. Vərqa və Gülşa / ورقا و گولشا) — лиро-эпическая поэма (масневи) азербайджанского поэта XVII века Месихи. Написана поэма в 1628—1629 гг. на азербайджанском языке. Поэма основана на известной на Ближнем Востоке старинной легенде «Варга и Гюльша». Сохранилось даже произведение, написанное на эту тему в 1030 году. Посвящена эта поэма Султан-Махмуду Сабуктакину В основу же данного произведения Месихи легла одноимённая персидская работа поэта XI века Аюги.
Поэма завершена в год смерти шаха Аббаса. Она начинается с хвалебных касыд, посвященных шаху Аббасу и заканчивается касыдой шаху Сафи и завещанием поэта своему сыну. Поэма «Варга и Гюльша» считается одной из лучших романических поэм в средневековой поэзии, созданных на азербайджанском языке.

## Сюжет
Поэма посвящена любви Варги и Гюльши, а также выпавшим на их долю тяжелым испытаниям. В поэме много батальных сцен, изображающих войны, сражения и столкновения с разбойниками. Варга представляет собой идеальный образ человека, борца за справедливость. Он получил хорошее образование, а его жизненным принципом является честное отношение к людям. Пока Варга находится в далёких странах, родители Гюльши вынуждают её выйти замуж за сирийского эмира Мохсун-шаха. В свадебную ночь Гюльша рассказывает эмиру о своей любви к Варге. Эмир сочувчтвует Гюльше и обещает помочь ей. В это время узнавший о судьбе любимой, Варга спешит в Дамаск. По дороге он вступает в бой с разбойниками и побеждает их, но тяжело раненый теряет сознание. Во время охоты Мохсун-шах находит Варгу, приводит его к себе в дом и ухаживает за ним. Вскоре он выясняет, что Варга и есть любимый Гюльши и предлагает ему увезти свою возлюбленную. Но Варга отказывается, поскольку считает такой поступок неблагодарностью по отношению к своему спасителю. Даже мольбы Гюльши не заставляют Варгу сделать это. Варга уезжает и молит всевышнего о смерти. Гюльша также умирает на могиле Варги. Но вскоре по молитве пророка они воскресают. Варга соединяется с Гюльшой и становится шахом. Мохсун-шах же остаётся с ними. Отмечают также, что в поэме звучит и недовольство поэта бессмысленными войнами.

## Издания
- Месихи. Варга и Гюльша = Мәсиһи. Вәрга вә Ҝүлша (азерб.). — Баку: Азернешр, 1977.
- Месихи. Варга и Гюльша = Məsihi. Vərqa və Gülşa (азерб.) / Под ред. Х. Юсифли. — Баку: Şərq-Qərb, 2005. — 336 с. — ISBN 9952-418-35-0.